# ペンチル基
ペンチル基（ペンチルき、英語：Pentyl）は、有機化学の分野で使用される5つの炭素が連なった置換基（アルキル基官能基）のことである。化学式はペンタンの端から水素1個を除いた-C5H11であらわされる。
古い文献では、系統的ではないアミル基という名称が使用されている場合がある。逆に、5つの炭素を持った構造異性体置換基を様々な接頭辞を付けたペンチル基で区別していた。（ネオペンチル基は、系統的なIUPACの名称では2,2-ジメチルプロピル となる）

## 構造異性体
- ネオペンチル
- イソペンチル：IUPAC命名法では「3-methylbutyl」
- sec-ペンチル：IUPAC命名法では「1-methylbutyl, pentan-2-yl」
- 3-ペンチル：IUPAC命名法では「1-ethylpropyl, pentan-3-yl」
- tert-pentyl：IUPAC命名法では「1,1-dimethylpropyl」